# Budapest Open Access Initiative

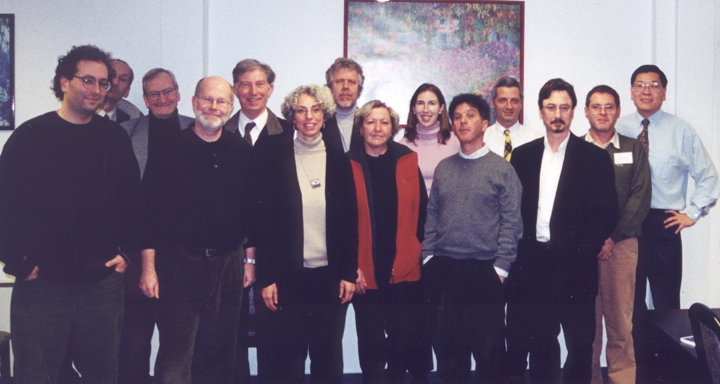
Die Teilnehmer am Treffen in Budapest, 1. Dezember 2001

Die Budapest Open Access Initiative (BOAI) ist eine interdisziplinäre Initiative europäischer und amerikanischer Wissenschaftler, die das Ziel hat, Forschungsergebnisse der Öffentlichkeit frei zugänglich zu machen.
Sie entstand aus einer Tagung in Budapest, die das Open Society Institute (OSI) im Dezember 2001 veranstaltete. In der gleichnamigen Grundsatzerklärung vom 14. Februar 2002 wurde erstmals der Begriff Open Access etabliert und die beiden grundsätzlichen Wege von Open Access entworfen, die Selbstarchivierung (später als Grüner Weg bezeichnet) und die Primärpublikation in Open-Access-Zeitschriften (später Goldener Weg) benannt.
Die Initiative bündelt die internationalen Bemühungen um Open Access, den freien Online-Zugang zur wissenschaftlichen Literatur in Fachzeitschriften und anderer Formen der Publikation. Sie repräsentiert Initiativen aus verschiedensten Disziplinen, Nationen und mit unterschiedlichen Sichtweisen. Die Initiative diskutiert deren gemeinsame Ziele und sucht nach möglichst breiten und effektiven Strategien, um die Vorteile des Open Access für die Forschung, ihre Institutionen und Forschungsfonds bald allgemein nutzbar zu machen. Auch die wirtschaftlichen Aspekte des Open-Access-Publizierens und dadurch mögliche Probleme wissenschaftlicher Verlage sind wichtige Diskussionsthemen.
Die Budapester Open-Access-Bewegung stellt zugleich eine Grundsatzerklärung dar, eine Erklärung über mögliche Strategien und eine Selbstverpflichtung der Teilnehmer. Sie wurde von den Teilnehmern des Budapester Treffens unterzeichnet, und seither von einer stetig wachsenden Zahl von Personen und Organisationen vieler Länder und Fachgebiete: Wissenschaftler, Universitäten, Akademien, Bibliotheken, Fördereinrichtungen, Verlage, Fachzeitschriften, Learned Societies und open-access-Initiativen. Inhaltlich setzt sich die Budapester Grundsatzerklärung sowohl für den „Grünen Weg“ (Selbstarchivierung von publizierten Artikeln), als auch den „Goldenen Weg“ (originäre Open-Access-Zeitschriften) ein. Die Bewegung lädt weltweit alle Glieder der wissenschaftliche Gemeinschaft zur Unterstützung und zur Teilhabe an der Initiative ein.
In der Berliner Erklärung vom 23. Oktober 2003 forderten die Initiative und große Wissenschafts-Organisationen alle Forscher und Leiter von Forschungsprojekten auf, die Ergebnisse ihrer Arbeiten im Internet verfügbar zu machen, inklusive des Rechts zu freiem Gebrauch, Kopie und Weiterleitung der Informationen.